# Disco Inferno (Band)
Disco Inferno war eine Rockband aus London. Sie gilt neben Bark Psychosis als eine derjenigen, für die von der englischen Musikpresse das Etikett Post-Rock geschaffen wurde. Dabei lagen ihre Anfänge durchaus im üblichen Bereich „normalen“, wenn auch qualitativ guten Indierocks.

## Bandgeschichte
Ian Crause, Daniel Gish, Rob Whatley und Paul Willmott gründeten die Band 1989 im Osten Londons. Gish verließ die Band jedoch bald und schloss sich Bark Psychosis an. Die anderen drei Mitglieder tourten lokal vor wenigen Zuschauern und nahmen 1990 bei der kleinen Plattenfirma Che Records ihre erste Single Entertainment auf. Es folgten das Album Open Doors, Closed Windows und die EP Science. Alle drei Veröffentlichungen wurden von der Fachpresse gut und vom Publikum fast gar nicht aufgenommen.
Gleichzeitig bildete die Zeit nach Open Doors, Closed Windows den markantesten Einschnitt im Musikstil der Gruppe. Bis dahin pflegte sie einen Stil irgendwo zwischen Joy Division, New Order, The Cure und U2, jedoch durchaus mit unverwechselbarem Sound. 1992 erschien jedoch die EP Summer's Last Sound, ab der Disco Inferno als eine der verkanntesten, erfolglosesten, im Nachhinein jedoch eigenständigsten und vielleicht sogar wichtigsten Bands der 90er Jahre werden sollte.
Die Band hatte begonnen, verstärkt elektronische Instrumente zu verwenden. Dabei gingen sie jedoch über den üblichen Rahmen gemischter Gitarren-/Keyboard-Bands weit hinaus. Sie nahmen Geräusche aus ihrer Umgebung auf, etwa Vogelstimmen, laufendes Wasser, Verkehr, Stimmengewirr usw., bearbeiteten die Signale digital und verwendeten sie nicht einfach als Samples über Synthesizer, sondern ließen ihre herkömmlichen Instrumente über die Samples laufen. Sie erreichten so einen bis dahin (und bis heute) so noch nicht gehörten Sound. Melodien erschienen dabei in vielen Songs nur als rhythmisch unterlegte Fragmente, die von über Samples gespielten Instrumenten begleitet wurden. Ian Crause bemerkte irgendwann sinngemäß, Disco Inferno wären die einzige Band gewesen, die sich voll der (digitalen) Technologie verschrieb und im Grunde trotzdem eine Gitarrenband blieb.
Die Jahre 1992 bis 1994 sahen eine Reihe experimentell orientierter EPs sowie letztlich das zweite Album D. I. Go Pop, wohl eines der Alben der Popgeschichte, die ihrem Namen am wenigsten Ehre machen. Mit der EP A Rock to Cling To (1993) wechselte die Band zu Rough Trade Records. Es sind diese Aufnahmen, von Summer's Last Sound (1992) über D. I. Go Pop (1994) bis zu It's a Kids World (1994), die den Ruf Disco Infernos als Samplepioniere und Soundbastler in den frühen 90ern begründeten. Die meisten Stücke sind von meist recht kargen und ungewöhnlichen Soundlandschaften beherrscht, die gleichermaßen Assoziationen von Düsternis, Schönheit, Zerbrechlichkeit, Verzweiflung und Freude hervorrufen. Auf einigen EPs gab es jedoch immer wieder Stücke, die zumindest äußerlich an ihre Frühzeit und stark an New Order erinnerten. Diese "Ausbrüche" werden meist als Versuche interpretiert, die Aufmerksamkeit eines breiteren Publikums doch noch zu gewinnen.
1996 folgte das Album Technicolour. Es schloss sich stilistisch weitgehend an seine Vorgänger an, bot jedoch wenig wirklich Neues und Aufregendes. Der Versuch, endlich Erfolg zu haben, ist aus den Aufnahmen recht deutlich herauszuhören. Die Stücke sind zugänglicher, weniger fragmentiert, melodischer und offenbar stärker an kommerziell erfolgreichen Bands wie New Order, R.E.M. und den Beach Boys orientiert. Dennoch lässt es in Sachen Experimentierfreude und Fortschrittlichkeit des Soundbildes die meisten Aufnahmen der Zeit weit hinter sich. Erfolg bei den Hörern stellte sich weiterhin kaum ein, während die Kritiken der Musikpresse häufig begeistert waren.
Bald nach der Veröffentlichung von Technicolour lösten sich Disco Inferno auf, vor allem wohl wegen des anhaltenden Misserfolgs. 1999 erschien die The Mixing It Session E. P., die künstlerisch jedoch keinen Höhepunkt mehr darstellte.
Ian Crause betrieb nach Disco Inferno das Projekt Floorshow und veröffentlichte im Jahr 2000 die Single "Elemental" (Tugboat Records).

## Diskografie

### Alben
- 1990: Open Doors, Closed Windows
- 1994: D. I. Go Pop
- 1996: Technicolour

### EPs
- 1991: Science
- 1992: Summer's Last Sound
- 1993: A Rock to Cling To
- 1993: The Last Dance
- 1994: It's a Kid's World
- 1994: Second Language
- 1999: The Mixing It Session E. P.

### Singles
- 1990: Entertainment

### Kompilationen
- 1995: In Debt (Entertainment, Open Doors, Closed Windows, Science)
- 2011: The 5 EPs (Summer's Last Sound, A Rock to Cling To, The Last Dance, It's a Kid's World, Second Language)